# Pione Sisto
Pione Sisto Ifolo Emirmija (* 4. února 1995, Uganda) je dánský fotbalový záložník a mládežnický reprezentant, hraje  v řeckém klubu Aris Soluň.
Narodil se v Ugandě jihosúdánským rodičům.

## Klubová kariéra
V profesionální kopané debutoval v dresu dánského klubu FC Midtjylland. V sezóně 2014/15 vyhrál s týmem dánskou nejvyšší ligu Superligaen. Koncem července 2016 přestoupil do Španělska do klubu Celta de Vigo.

## Reprezentační kariéra
Zúčastnil se Mistrovství Evropy hráčů do 21 let 2015 konaného v Praze, Olomouci a Uherském Hradišti. V zápase základní skupiny proti reprezentaci České republiky (výhra 2:1) vstřelil vítězný gól.
V A-mužstvu Dánska debutoval 4. 9. 2015 v kvalifikačním utkání v Kodani proti reprezentaci Albánie (remíza 0:0).